# هيسنهيم
هيسنهيم (بالفرنسية: Hessenheim)‏ هي بلدية فرنسية تقع في إقليم الراين الأسفل من منطقة ألزاس في شمال شرق فرنسا، وتبلغ مساحة هذه المدينة 5.21 (كم²)، ويبلغ عدد سكانها 529 نسمة حسب إحصاء المعهد الوطني للإحصاء والدراسات الاقتصادية سنة 2009 م، وترأس Didier Taglang البلدية خلال فترة (2001 - 2008).

## وصلات خارجية
- صفحة البلدية على موقع المعهد الوطني للإحصاء والدراسات الاقتصادية (بالفرنسية)